# Sigrun Kofink
Sigrun Kofink (* 23. April 1935 als Sigrun Grabert; † 10. März 2015 in Tübingen) war eine deutsche Kugelstoßerin.
1971 wurde sie Achte bei den Leichtathletik-Halleneuropameisterschaften in Sofia und Elfte bei den Leichtathletik-Europameisterschaften in Helsinki.
1960, 1961 und 1963 wurde sie Deutsche Meisterin, 1972 Deutsche Vizemeisterin. In der Halle wurde sie viermal Deutsche Meisterin (1960, 1962, 1963) und fünfmal Vizemeisterin (1957, 1959, 1961, 1972, 1974).
Sigrun Kofink startete für die Stuttgarter Kickers, den SV 03 Tübingen und die LG Tübingen.

## Persönliche Bestleistungen
- Kugelstoßen: 16,79 m, 15. Juli 1972, Pliezhausen
- Diskuswurf: 50,94 m, 11. Juli 1971, Stuttgart